# Edwin Cubero
Edwin Cubero (* 11. Februar 1924 in Belén, Costa Rica; † 8. März 2000 in Guadalajara, Mexiko) war ein costa-ricanischer Fußballspieler auf der Position eines Stürmers.

## Laufbahn
In seiner Heimat Costa Rica spielte Cubero für die Clubs CS Herediano, Juan Bosco und Libertad, bevor er 1948 vom mexikanischen Verein Atlas Guadalajara verpflichtet wurde, mit dem er 1951 zum bisher einzigen Mal in dessen Vereinsgeschichte die mexikanische Fußballmeisterschaft gewann. Am letzten Spieltag der Saison 1950/51 verwandelte Cubero einen Strafstoß in einem Clásico Tapatío gegen den Stadtrivalen Chivas zum 1:0-Sieg seiner Rojinegros, der den Meistertitel vor dem ärgsten Verfolger Atlante sicherte. Nach seiner Zeit bei Atlas spielte Cubero noch kurzzeitig für den Puebla FC und kehrte nach Beendigung seiner aktiven Laufbahn nach Guadalajara zurück, wo er fortan seinen Lebensmittelpunkt hatte. Am 8. März 2000 starb Cubero an den Folgen eines Nierenversagens.

## Erfolge
- Mexikanischer Meister: 1951
- Mexikanischer Pokalsieger: 1950
- Mexikanischer Supercup: 1950